# وارن (اوهایو)
وارن(به انگلیسی: Warren) شهری در ایالت اوهایو کشور ایالات متحده آمریکا است که جمعیت آن در سرشماری سال ۲۰۱۰ میلادی، ۴۱٬۵۵۷ نفر بوده‌است.